# Horacjański złoty środek
Aurea mediocritas – wyrażenie użyte przez Horacego w Odzie II.10 (Rectius vives, Licini, neque altum). Funkcjonuje także określenie horacjański złoty środek.
Strofa, w której Horacy używa tego zwrotu brzmi:
Auream quisquis mediocritatem

diligit, tutus caret obsoleti

sordibus tecti, caret inuidenda

sobrius aula.

Kto złoty sobie upodobał umiar,

ten się uchroni przed nikczemną nędzą

i przed zawiścią, która zawsze ściga

bogate dwory.
Hor. Carm. II.10,5-8; tłum. Andrzej Lam
Wyjęte z oryginalnego kontekstu ody wyrażenie to sugerować może zachętę do pozytywnej oceny wypośrodkowania między skrajnościami, jego znaczenie w kontekście twórczości Horacego (podobnie jak innych znanych sentencji horacjańskich, jak carpe diem, dulce et decorum, ut pictura poesis, exegi monumentum) jest jednak bardziej złożone. Ponadto wyrażenie to interpretować należy w szerokim kontekście filozoficznym, obejmującym m.in. arystotelesowską etykę „złotego środka” i szeroką recepcję stoicyzmu i epikureizmu nie tylko w filozofii rzymskiej, ale też w rzymskiej moralności praktycznej i światopoglądzie (przy czym dla samego Horacego charakterystyczna jest próba praktycznej syntezy wskazań moralnych tych dwóch kierunków filozoficznych).
Wyrażenie „aurea mediocritas” pojawia się w twórczości Horacego prawdopodobnie wyłącznie w Odzie II.10: dawnej dopatrywano się paralelnego użycia słowa „aurea” w Carm. I.5,9. Poza twórczością Horacego wyrażenie „aurea mediocritas” nie występuje ani w greckiej, ani w łacińskiej literaturze: odpowiedniki słowa „środek” Grecy określali raczej przymiotnikami takimi jak ἄριστος czy βέλτιστος; w języku łacińskim pojawiają się wyrażenia typu aurei mores. Aureus nie oznacza w utworze bogactwa, obfitości, ale wspaniałość, doskonałość; poemat kontrastuje je z mającymi pejoratywne znaczenie obsoletus i sordes. Słowo mediocritas oznacza natomiast w języku łacińskim raczej umiarkowanie, niż środek w sensie geometrycznym. 
Myśl, że areté (cnota) opiera się na wypośrodkowaniu skrajności (mesotes) nie pochodzi od samego Horacego, ale ma źródła w kulturze greckiej. Była szeroko rozpowszechniona w greckiej mentalności, w filozofii zaś stanowiła oś etyki Arystotelesowskiej. Horacjańska aurea mediocritas nie stanowi więc żadnej oryginalnej idei filozoficznej, ale raczej literackie ujęcie i opracowanie poglądu szeroko rozpowszechnionego. 
Sama Oda X porusza dwa główne tematy: zagadnienie nieuniknioności i zarazem przemijalności przeciwności życiowych (res malae) i zagadnienie samej aurea mediocritas. Nieznany jest dokładny czas jej powstania, adresatem utworu pocieszanym w nim jest zaś konsul Aulus Terentius Varro Murena. Zagadnienia te przedstawione są w czwórczłonowej kompozycji: wersy 1-4 wprowadzają oba zagadnienia; wersy 5-12 stanowią pochwałę złotego środka, zwracając przy tym uwagę, że brak umiaru prowadzi do klęski; wersy 13-20 pouczają o tym, że nieszczęście może być odwrócone; wersy 21-24 przedstawiają ponownie i łącznie oba tematy. Strukturę utworu widzieć można też jako subtelne przeplatanie wielu idei, ostrzeżeń, rad i pocieszeń; w obu tych ujęciach budowa ody opiera się na harmonizowaniu przeciwieństw. Poszukiwanie środka ukazane jest w poemacie za pomocą żywego obrazu podróży morskiej: należy ani nie oddalać się od brzegu, unikając w ten sposób burzy na środku morza, ani nie przybliżać się do niego zanadto, unikając w ten sposób rozbicia się. Pozornie kontrastująca z maksymą carpe diem przedstawiona w utworze aurea mediocritas jest nie tyle uniwersalną drogą życiową, ile raczej drogą życiową zalecaną przez poetę w chwilach nieszczęścia o charakterze zewnętrznym. 
Choć wyrażenie „złoty środek” pada w twórczości Horacego jedynie w Odzie X, sam Horacy niewątpliwie był wyznawcą etycznej doktryny „środka” pozostającej w związku z etyką Arystotelesa i epikureizmem i doktryna ta ujawnia się szeroko w jego twórczości wziętej jako całość. „Środka” nie należy tu rozumieć jako arytmetycznego wypośrodkowania między skrajnościami – przeciwnie, do istoty horacjanizmu przynależy epikurejska giętkość, raczej niż o „wypośrodkowaniu skrajności” należy tu mówić o ich unikaniu czy też o ich negacji. „Środek” ma dla Horacego charakter dynamiczny, nie można go wymierzyć, określać go należy zawsze względem konkretnych sytuacji i okoliczności życiowych. „Złoty środek” czy też umiar w ogóle nie stoi w sprzeczności z maksymą carpe diem – epikureizm nie jest bowiem prostym hedonizmem, nakazuje on zachowanie umiaru w przyjemnościach, zwłaszcza w przyjemnościach kinetycznych. Przyjemność poeta uznaje za epikurejczykami za podstawę etyki, jego pogląd o potrzebie zachowania umiaru w przyjemności także jednak wywodzi się z epikureizmu. Porządkowi umiaru poddana jest wreszcie sama poezja Horacego, określanego jako „poeta środka”: dla poezji Horacego typowe jest mieszanie powagi z lekkością czy też łagodzenie wzniosłości humorem; w poetyce horacjańska negacja skrajności staje się zaś podstawą zasady decorum.